# Vukovarský ostrov
Vukovarský ostrov (chorvatsky Vukovarska ada, srbsky v cyrilici Вуковарска ада) je ostrov na Dunaji mezi Srbskem a Chorvatskem. Ostrov je formálně součástí chorvatského území a od srbského břehu Dunaje jej odděluje malé rameno řeky. Fakticky je ale pod srbskou správou. Je neobydlený a má rozlohu 1000 ha.
Vukovarský ostrov je jedním z řady ostrovů, které se nacházejí na řece Dunaji mezi Chorvatskem a Srbskem, a které jsou předmětem pohraničního sporu obou zemí. Zatímco Chorvatsko trvá důsledně na dodržování historických hranic, které neodpovídají současnému toku řeky Dunaje, Srbsko žádá, aby státní hranice procházela středem řeky. Mezi lety 1992 až 2004 se na ostrově nacházely jednotky jugoslávské, později srbské armády.
Ostrov je přístupný přes řeku bez potřeby předložení cestovního dokladu z chorvatské strany v letních měsících během turistické sezóny. Ostrov je znám díky svým plážím a byl navštěvován ještě před vypuknutím chorvatské války za nezávislost.